# قلعه منیژه کوهدشت
قلعه منیژه بر فراز قله اي از كوه سرسرخن شهرستان كوهدشت، آثار يك دژ باقي مانده است.
بر فراز قله اي از كوه سرسرخن كوهدشت، آثار يك دژ باقي مانده است. طول باروي قلعه متجاوز از ۱۰۰ متر است كه در قسمت شمال آن آثار چند اتاق ديده مي‌شود. سطح عمومي قلعه نزديك به ۲۵۰۰ متر مربع است. در قسمت جنوبي اتاق ها آثار يك مخزن بزرگ آب ديده مي‌شود كه ديوار آن ساروج كشي شده است. راه ورود به قلعه فقط از سمت دره است كه به سوي آن امتداد دارد.اهميت اين قلعه در تسلط آن بر دره هاي اطراف و وسعت ديد جالب توجه آن است كه موجب حيرت بينندگان و جهانگردان مي‌شود. در داخل قلعه نقبي عجيب و جالب توجه وجود دارد كه دهانه آن تا ۱۰ متر به طرف خاور و جنوب داراي شيبي تند است و ۱۵ متر عمق دارد. سقف اين نقب با نوعي ساروج قالب بندي و تاق زده شده است در انتهاي راهرو چاهي است با قطر دهانه يك متر، كه اطراف ان سنگ چين شده و عمق آن ۲۲ متر است. ولي آب ندارد. سكه هايي كه از اين محل به دست آمده اند به دوره اشكاني مربوط مي‌شوند.